# Gisbert Bonnet

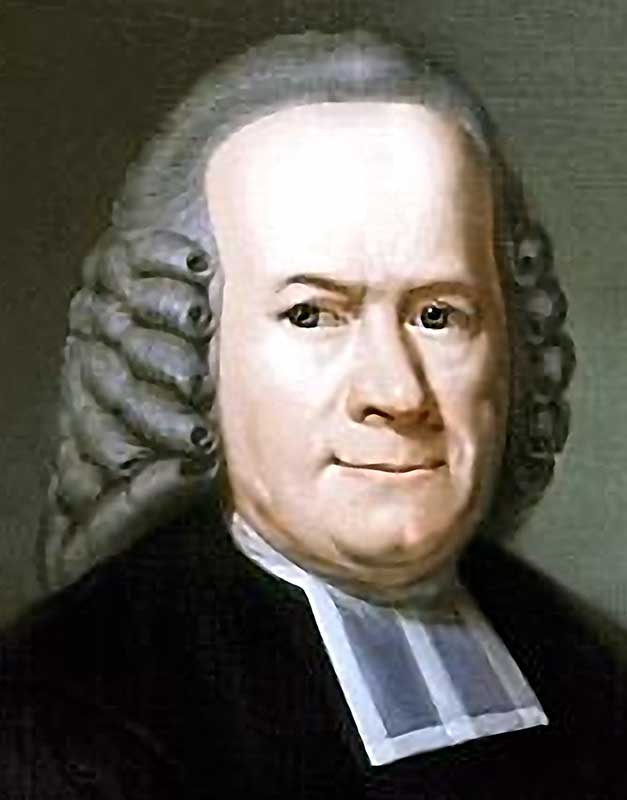
Gisbert Bonnet

Gisbert Bonnet (auch: Gijsbert Bonnet; * 2. Dezember 1723 in Naarden; † 3. Februar 1805 in Utrecht) war ein niederländischer reformierter Theologe.

## Leben
Der Sohn des Tijmen Bonnet und dessen Frau Lisbeth Hartsenburg hatte 1748 ein Studium der Theologie an der Universität Utrecht aufgenommen. Bereits während seines Studiums in Utrecht wies er in öffentlichen Abhandlungen umfangreiche Kenntnisse nach. So hatte er unter Johannes Horthemels eine metaphysisch-pneumatologische Abhandlung De notitia eorum, quae mens humana nec direote nec positive cognoscere potest., unter Sebald Rau eine philologisch-theologische Abhandlung De eo quod fidei merentur Judaeorum monumenta sacris in antiquitatibus et sensu eorum mystico (1751) und unter Petrus Wesseling eine historische Abhandlung De causis superstitionum inter Christianos (1753) verteidigt.
Nachdem er ab dem 30. Dezember 1753 als Pfarrer in der Gemeinde in Amersfoort tätig gewesen war, wechselte er 1756 als Prediger nach Rotterdam und 1758 in gleicher Funktion nach Den Haag. Als Nachfolger von Willem van Irhoven beriefen ihn die Kuratoren der Utrechter Hochschule am 8. Dezember 1760 zum Professor der Theologie. Von der theologischen Fakultät erhielt er am 30. Januar 1761 den akademischen Grad eines Doktors und trat die ihm angetragene Aufgabe am 5. Februar desselben Jahres mit der Rede de fidei mysteriis revelatam religionem adstruentibus an.
In dieser Funktion etablierte er sich als ein bedeutender Theologe seines Landes, der sich vor allem um die Homiletik wertvolle Verdienste erwarb. Durch seine dargebotenen eigenen Beispiele sowie durch seine theoretischen Anweisungen für die zeitgemäße Ausbildung von Theologen hatte er maßgebliche Akzente einer sich neu ausrichtenden Kirche geschaffen. Spätere bedeutende Theologen wie Pieter Hendrik van Lis (1757–1809), Theodor Adrian Clarisse (1741–1782) oder auch Johann Clarisse fanden als seine Schüler wertvolle Aspekte für ihren weiteren Werdegang.
Ein Angebot der Universität Leiden lehnte er 1764 ab und bekam dafür eine Gehaltszulage sowie die Zusicherung einer Witwenrente. In seiner Rede De Tolerantia circa religionem, in vitium et noxam vertente anlässlich der Niederlegung seines 1764/65 geführten Rektorats der Alma Mater, ging Bonnet gegen Voltaires Auffassungen über die kirchliche Toleranz in Traité sur la tolérance vor. Bonnet beteiligte sich auch 1779/80 und 1792/93 als Rektor der Alma Mater an deren organisatorischen Aufgaben. Als orthodoxer Vertreter der reformierten evangelischen Kirche des Gisbert Voetius zeigte er seine Überzeugungen, die sich in der Achtung der Menschenrechte und der Toleranz der Konfessionen manifestierte.
Bonnet bleibt dennoch dogmatisch in seiner tiefen Frömmigkeit verhaftet und suchte sich den immer stärker werdenden rationalen Bestrebungen entgegenzustellen. Vielmehr glaubte er an die Geheimnisse des Glaubens, die das Heil des Menschen bilden sollten, womit er als Schüler Van Irhovens dessen dogmatische Überzeugungen weiterzuentwickeln suchte.
Bonnet erwarb sich die Achtung und das Ansehen, das ihn schließlich zu den berühmtesten niederländischen Theologen der reformierten orthodoxen Kirche im ausgehenden 18. Jahrhundert stilisierte.
Er war am 30. April 1754 mit Anna Apollionia Wesseling († 1797), der Tochter des Professors Petrus Wesseling, verheiratet.

## Werke (Auswahl)
- Leerredenen. Utrecht 1774. 4 Teile
- Schetswijze opheldering over Salomo's Prediker. Utrecht 1781, 2 Teile
- Gedachten over het Lijden en den Dood van Jezus. Utrecht 1792
- Leerredenen ter Aanprijzing van onderzoek, in zaken den Godsdienst betreffende. Utrecht 1793.
- De Heerschappij van Jezus Christus, in Leerreden. Utrecht 1795.
- Verklaring van den Brief aan de Hebreen. Amsterdam 1802, 10. Teile
- Twee brieven over den Staat van de Godsdienst en Godgeleerde Studiën in het Sticht van Utrecht. Utrecht 1803